# Gennes (Maine i Loira)
Gennes és un municipi francès situat al departament de Maine i Loira i a la regió de País del Loira. L'any 2007 tenia 1.948 habitants.

## Demografia

### Població
El 2007 la població de fet de Gennes era de 1.948 persones. Hi havia 806 famílies de les quals 232 eren unipersonals (100 homes vivint sols i 132 dones vivint soles), 279 parelles sense fills, 231 parelles amb fills i 64 famílies monoparentals amb fills.
La població ha evolucionat segons el següent gràfic:
Habitants censats

### Habitatges
El 2007 hi havia 904 habitatges, 811 eren l'habitatge principal de la família, 57 eren segones residències i 36 estaven desocupats. 797 eren cases i 96 eren apartaments. Dels 811 habitatges principals, 530 estaven ocupats pels seus propietaris, 266 estaven llogats i ocupats pels llogaters i 15 estaven cedits a títol gratuït; 16 tenien una cambra, 58 en tenien dues, 132 en tenien tres, 223 en tenien quatre i 382 en tenien cinc o més. 606 habitatges disposaven pel capbaix d'una plaça de pàrquing. A 389 habitatges hi havia un automòbil i a 326 n'hi havia dos o més.

### Piràmide de població
La piràmide de població per edats i sexe el 2009 era:
| Homes | Edats   | Dones |
| ----- | ------- | ----- |
| 0     | 95 o +  | 24    |
| 13    | 90 a 94 | 21    |
| 17    | 85 a 89 | 26    |
| 10    | 80 a 84 | 15    |
| 46    | 75 a 79 | 59    |
| 62    | 70 a 74 | 65    |
| 40    | 65 a 69 | 49    |
| 47    | 60 a 64 | 58    |
| 47    | 55 a 59 | 32    |
| 60    | 50 a 54 | 68    |
| 61    | 45 a 49 | 52    |
| 63    | 40 a 44 | 67    |
| 68    | 35 a 39 | 72    |
| 60    | 30 a 34 | 80    |
| 46    | 25 a 29 | 36    |
| 42    | 20 a 24 | 42    |
| 75    | 15 a 19 | 68    |
| 62    | 10 a 14 | 82    |
| 70    | 5 a 9   | 46    |
| 61    | 0 a 4   | 65    |

## Economia
El 2007 la població en edat de treballar era de 1.110 persones, 816 eren actives i 294 eren inactives. De les 816 persones actives 709 estaven ocupades (394 homes i 315 dones) i 107 estaven aturades (37 homes i 70 dones). De les 294 persones inactives 122 estaven jubilades, 72 estaven estudiant i 100 estaven classificades com a «altres inactius».

### Ingressos
El 2009 a Gennes hi havia 827 unitats fiscals que integraven 1.937 persones, la mediana anual d'ingressos fiscals per persona era de 16.098 €.

### Activitats econòmiques
Dels 113 establiments que hi havia el 2007, 1 era d'una empresa extractiva, 4 d'empreses alimentàries, 11 d'empreses de fabricació d'altres productes industrials, 19 d'empreses de construcció, 22 d'empreses de comerç i reparació d'automòbils, 8 d'empreses de transport, 8 d'empreses d'hostatgeria i restauració, 5 d'empreses financeres, 3 d'empreses immobiliàries, 8 d'empreses de serveis, 12 d'entitats de l'administració pública i 12 d'empreses classificades com a «altres activitats de serveis».
Dels 37 establiments de servei als particulars que hi havia el 2009, 1 era una oficina d'administració d'Hisenda pública, 1 gendarmeria, 1 oficina de correu, 3 oficines bancàries, 1 funerària, 4 tallers de reparació d'automòbils i de material agrícola, 1 autoescola, 3 paletes, 3 guixaires pintors, 5 fusteries, 2 lampisteries, 2 electricistes, 4 perruqueries, 4 restaurants, 1 agència immobiliària i 1 saló de bellesa.
Dels 10 establiments comercials que hi havia el 2009, 1 era un supermercat, 1 una botiga de menys de 120 m², 2 fleques, 1 una carnisseria, 2 llibreries, 2 drogueries i 1 una floristeria.
L'any 2000 a Gennes hi havia 41 explotacions agrícoles que ocupaven un total de 910 hectàrees.

## Equipaments sanitaris i escolars
El 2009 hi havia 1 farmàcia i 1 ambulància.
El 2009 hi havia 1 escola maternal i 2 escoles elementals. Gennes disposava d'un col·legi d'educació secundària amb 476 alumnes.

## Poblacions més properes
El següent diagrama mostra les poblacions més properes.